# Хитрово, Софрон Алферьевич
Софрон Алферьевич Хитрово (ум. 14 августа 1701) — русский государственный и военный деятель, стольник (1649), воевода в Вятке.

## Биография
В 1649 году Софрон Алферьевич Хитрово был пожалован в царские стольники. Весной 1651 года сопровождал царя Алексея Михайловича в его богомольном походе из Москвы в село Покровское. В 1654—1656 годах Софрон Хитрово участвовал в русско-польской войне (1654—1667 гг.). В 1657—1658 годах С. А. Хитрово находился на воеводстве в Вятке. В 1670 году участвовал в подавлении крестьянского восстания под руководством Степана Разина.
Вначале поместный оклад Софрона Хитрово составлял 600 четвертей и 30 рублей деньгами, в конце жизни, за сорокалетнюю службу, он имел одну тысячу четвертей. В 1699 году он владел 140 дворами в вологодском, пошехонском, муромском, дмитровском, московском и других уездах.
Был похоронен Лютиковом Троицком монастыре под Калугой.